# Tetraodon cambodgiensis
Tetraodon cambodgiensis is een straalvinnige vissensoort uit de familie van de kogelvissen (Tetraodontidae). De wetenschappelijke naam van de soort is voor het eerst geldig gepubliceerd in 1923 door Paul Chabanaud.